# Cardenal ventregroc
El cardenal ventregroc (Pheucticus chrysogaster) és un ocell de la família dels cardinàlids (Cardinalidae).

## Hàbitat i distribució
Habita la selva pluvial i vegetació secundària de les muntanyes des del sud-oest i nord-est de Colòmbia i nord de Veneçuela, cap al sud, a través dels Andes i localment en terres baixes des de oest i est d'Equador fins al sud del Perú.